# Néa Skióni
Néa Skióni (Nea Skioni) är en ort i Grekland.   Den ligger i prefekturen Chalkidike och regionen Mellersta Makedonien, i den nordöstra delen av landet, 220 km norr om huvudstaden Aten. Néa Skióni ligger 7 meter över havet och antalet invånare är 828.
Terrängen runt Néa Skióni är huvudsakligen kuperad, men åt sydost är den platt. Havet är nära Néa Skióni åt sydväst.  Närmaste större samhälle är Kassandra, 15,1 km nordväst om Néa Skióni. 